# 南亞科技
南亞科技股份有限公司（英語：Nanya Technology Corporation），簡稱南亞科技，為台塑集團旗下南亞塑膠轉投資公司，創立於1995年3月4日，目前專注於動態隨機存取記憶體（DRAM）及晶圓代工兩大類別。目前擁有二座12吋晶圓廠，致力於DRAM之研發、設計、製造與銷售，並於美國、歐洲、日本、中國大陸設立海外行銷據點，其最大股東為南亞塑膠。目前員工人數約3,500人，總公司位於新北市泰山區南林科技園區，生產基地的二座十二吋晶圓廠（Fab 3A、Fab 3A-N）坐落於新北市泰山區南林科技園區，目前月產能為70,000片。南亞科技多年來專注於研發及智慧財產權的建立。「南亞」品牌已成為DRAM知名品牌之一，主要客戶遍及世界知名廠商。

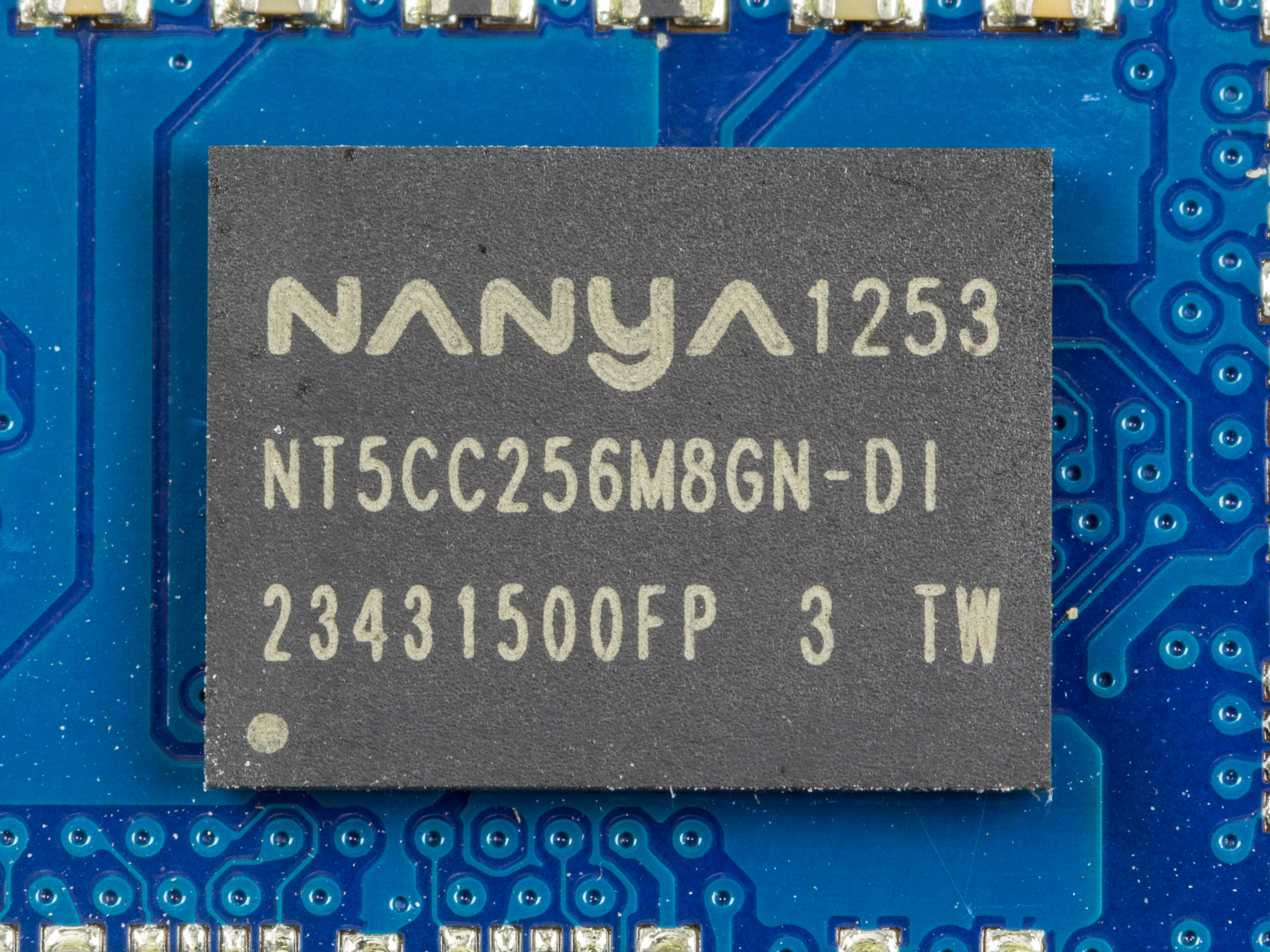
南亞科技DDR3 SDRAM顆粒NT5CC256M8GN-DI

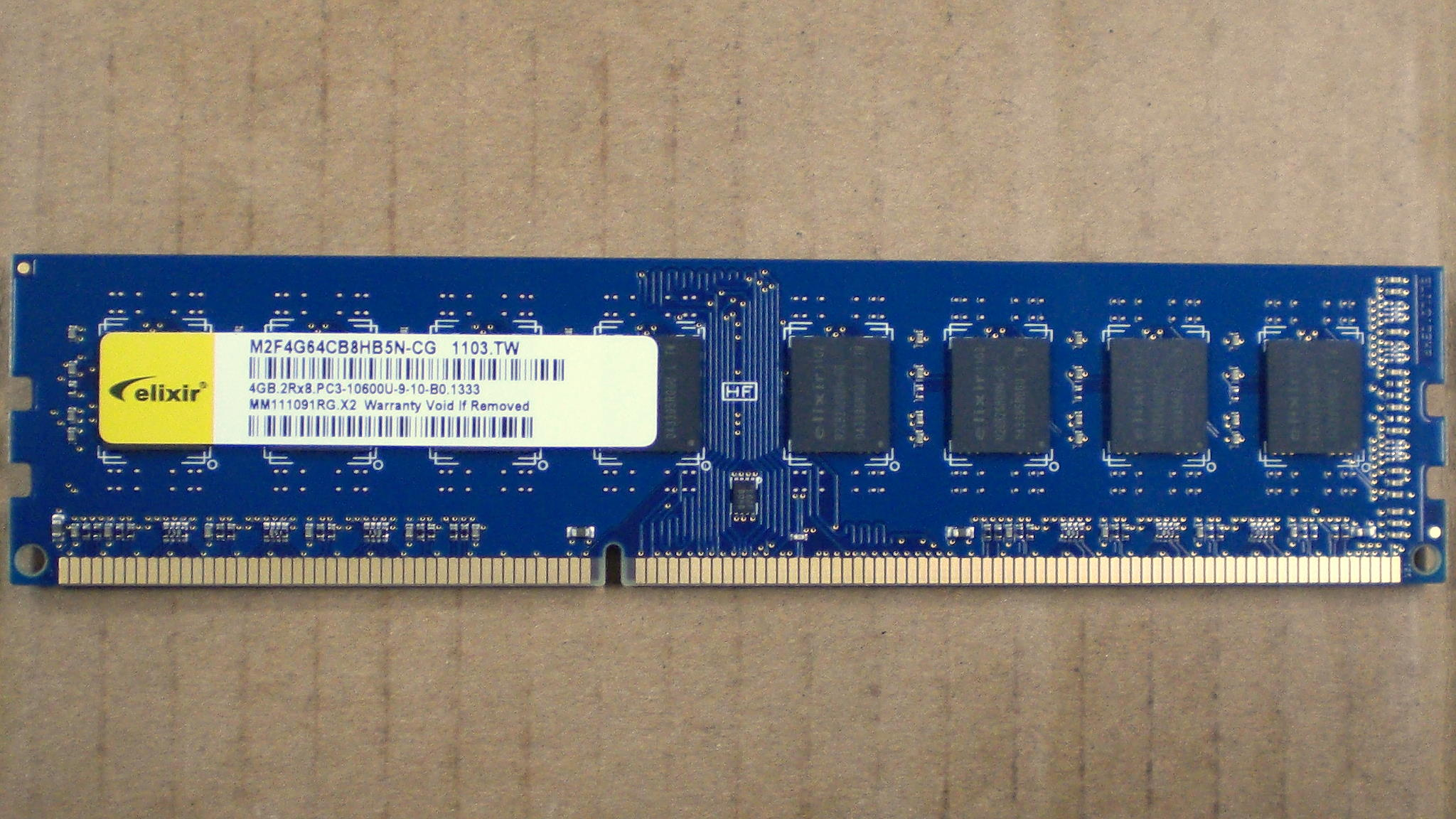
南亞易勝DDR3-1333 4GB記憶體模組「M2F4G64CB8HB5N-CG」

2000年8月17日，南亞科技於臺灣證券交易所股票上市，股票代號2408。
2021年第四季，南亞科技DRAM市占率3.1%，位居三星電子、SK海力士、美光科技三大廠商之後。

## 沿革
- 2017年8月1日：南亞科技在泰山區新總部正式落成啟用[1][2]。

## 其他相關
- 台塑十寶
- 南亞塑膠
- 南亞電路板股份有限公司（南電）

## 外部連結
- （繁體中文）（简体中文）（英文） 南亞科技

25°02′52.8″N 121°24′54.3″E / 25.048000°N 121.415083°E